# THE CLICKERS
『THE CLICKERS』（ザ・クリッカーズ）は、2008年7月5日から2010年3月27日までJ-WAVEで放送されていたラジオ番組。前番組のASAHI SUPER DRY SUPER LINE 'J'の流れを汲むJ-POP専門番組であった。
初代ナビゲーターは金剛地武志。金剛地がJ-WAVEでナビゲーターを務めるのは、2007年9月に終了した『TOMORROW』以来9ヶ月ぶりであった。2009年10月にナビゲーターが大塚善奈に交代。終了後、2010年4月からの後番組『SATURDAY SONIC』には大塚がナビゲーターを続投した。

## 放送時間
- 土曜 15:00-17:00

## ナビゲーター
- 金剛地武志（2008年7月5日 - 2009年9月26日）
- 大塚善奈（2009年10月3日 - 2010年3月27日）

## コーナー
番組終了時点
- 15:15 carrozzeria J's CONNECTION （パイオニア）
- 16:00 J-WAVE HEADLINE NEWS
- 16:10 ASAHI SUPER DRY RISING HIGH （アサヒビール）
  - SUPER DRY B-JAM NAVI
  - NEXT BREAKERS
- 16:43 IT'S YOUR CHOICE
- 16:50 J-WAVE TRAFFIC INFORMATION
- 16:52 J-WAVE WEATHER INFORMATION